# GUNDAM ACE
《GUNDAM ACE》（ガンダムエース）是由角川書店出版，針對GUNDAM愛好者的專門雜誌，其中有許多GUNDAM系列漫畫連載、精美的GUNDAM人物或MS插畫以及最重要的最新的GUNDAM訊息包括新出的商品或動畫。中文版由角川的子公司台灣角川出版，中文版於2008年12月推出的第76期正式休刊。
日本於2011年發生東日本大地震後，該雜誌的連載作家曾聯合舉行慈善簽名會。

## 連載作品
以下為2002年創刊起，所有曾於高達ACE連載的作品。有標「※」者為跟隨中文版高達ACE創刊時開始連載者。

### 現在連載作品
- ※機動戰士：鋼彈桑（大和田秀樹）
- 湯尼嶽崎的鋼彈漫畫（トニーたけざきのガンダム漫画）（湯尼嶽崎）
- 機動戰士GUNDAM 00I（機動戦士ガンダム00I）（鴇田洸一）
- 機動戰士GUNDAM戰記 U.C.0081-水天之涙-（機動戦士ガンダム戦記U.C.0081-水天の涙-]）（夏元雅人）
- 机动战士高达异闻 24岁职业OL转生基西莉亚·扎比（機動戦士ガンダム異伝 二十四歳職業OL、転生先でキシリアやってます）（築地俊彥）
- 機動戦士ガンダム MSV-R ジョニー・ライデンの帰還（Ark Performance）

### 歷期連載作品
- ※機動戰士GUNDAM THE ORIGIN（安彦良和）
- ※機動戰士GUNDAM 天空的學校（日语：機動戦士ガンダム エコール・デュ・シエル）（美樹本晴彦）
- 機動戰士GUNDAM戰記 Lost War Chronicles（機動戦士ガンダム戦記 Lost war chronicles|機動戦士ガンダム戦記 Lost war chronicles）（夏元雅人）
- 機動戰士GUNDAM外傳 宇宙、閃光的盡頭...（機動戦士ガンダム外伝 宇宙、閃光の果てに…|機動戦士ガンダム外伝 宇宙、閃光の果てに…）（夏元雅人）
- GUNDAM LEGACY（夏元雅人）
- 機動戰士GUNDAM 特洛伊行動（機動戦士ガンダム オペレーション:トロイ）（近藤和久）
- Developers 機動戰士GUNDAM Before One Year War（Developers 機動戦士ガンダム Before One Year War）（山崎峰水）
- 機動戰士GUNDAM MS IGLOO 603（機動戦士ガンダムMS IGLOO 603）（MEIMU）
- 機動戰士高達 宇宙的死亡女神（機動戦士ガンダム 宇宙のイシュタム）（飯田馬之介）
- 機動戰士GUNDAM 第08MS小隊U.C.0079+α（機動戦士ガンダム 第08MS小隊 U.C.0079+α）（飯田馬之介）
- 麟光之翼（リーンの翼）（大森倖三）
- 機動戰士鋼彈ZZ外傳 吉翁的幻陽（機動戦士ガンダムΖΖ外伝 ジオンの幻陽）（森田崇）
- 機動戰士海盜GUNDAM 鋼鐵的7人（機動戦士クロスボーン・ガンダム 鋼鉄の7人）（長谷川裕一）
- 機動戰士GUNDAM 宇宙世紀精華集-交織而生的血統-（機動戦士ガンダム クライマックスU.C. -紡がれし血統-）（森田祟）
- 機動新世紀GUNDAM X～UNDER THE MOONLIGHT～（機動新世紀ガンダムX～UNDER THE MOONLIGHT～）（赤津豐）
- 機動戰士GUNDAM SEED DESTINY -THE EDGE-（機動戦士ガンダムSEED DESTINY -THE EDGE-）（久織ちまき）
- 機動戰士GUNDAM SEED ASTRAY（機動戦士ガンダムSEED ASTRAY）（鴇田洸一）
- 機動戰士GUNDAM SEED X ASTRAY（機動戦士ガンダムSEED X ASTRAY）（鴇田洸一）
- 機動戰士GUNDAM SEED DESTINY ASTRAY（機動戦士ガンダムSEED DESTINY ASTRAY）（鴇田洸一）
- 機動戰士GUNDAM SEED C.E.73 ⊿ASTRAY（機動戦士ガンダムSEED C.E.73 ⊿ASTRAY）（ときた洸一）
- 機動戰士GUNDAM 00F（機動戦士ガンダム00F）（鴇田洸一）
- 機動戰士GUNDAM 蒼藍的記憶（機動戦士ガンダム00蒼い記憶）（しぐま太朗）
- 機動戰士GUNDAM 蒼藍的絆（機動戦士ガンダム00蒼い絆）（しぐま太朗）
- 阿克西斯的哈曼小姐（アクシズのハマーンさん）（井上行廣）
- 犬鋼彈（犬ガンダム）（唐沢なをき）
- 鋼彈宅女（ガンオタの女）（左菱虛秋）
- 全自動洗衣烘乾機 乾達機（全自動選択乾燥機 乾ダム）（餅月あんこ）
- 機動戰士GUNDAM 我們是聯邦愚連隊（機動戦士ガンダム オレら連邦愚連隊）（曾野由大）
- 機動戰士GUNDAM UC（機動戦士ガンダムUC）（福井晴敏）
- ※機動戰士GUNDAM C.D.A.年輕彗星的肖像（Char's Deleted Affair 若き彗星の肖像）（北爪宏幸）
- 機動戰士肥肥鋼彈（機動戦士ぶよガンダム）（唐沢なをき）
- 零之舊渣古（ゼロの旧ザク）（岡本一廣）
- 機動戰士鋼彈 基連暗殺計畫（機動戦士ガンダム ギレン暗殺計画）（Ark Performance）

## 其它
- GUNDAM資料室
- GUNDAM的時代
- 大河原Factory
- GUNDAM精品導航站
- GUNDAM Game Information
- GUNDAM"ACE"FIX
- GAME'S MSV
- HEART!GALUTION